# Gibby Gibson
Orenthal "Gibby" Cornelius Gibson, spillet af Noah Munck, er en figur i iCarly. Han er en ven og klassekammerat af Carly, Sam, og Freddie. På grund af sin excentriske personlighed og overvægt er han ikke populær i skolen, selv om han dog har et par venner.
Han optræder ofte på iCarly-showet for at hjælpe Carly, Sam, og Freddie. Gibby har en flot mor ved navn Charlotte og en lillebror ved navn Gubby. Hans bedstefar hedder Gilbert Gibson. 